# Piper monurum
Piper monurum är en pepparväxtart som beskrevs av Trel. & Yunck.. Piper monurum ingår i släktet Piper och familjen pepparväxter. Inga underarter finns listade i Catalogue of Life.